# 孙祥
孫祥（1982年1月15日—），男，上海人，中国足球员，是首位在歐冠上陣的中國球員，被称为“欧冠中国第一人”。现任上海上港俱乐部副总经理，他与孪生兄长孫吉被并称为“吉祥兄弟”。孙祥曾入选中國國家隊，主要出任左前卫和左后卫，也曾司职过中后卫与后腰。

## 生涯
孫祥小学就读于上海足球传统学校平凉路四小，毕业后进入了杨浦白洋淀足校，1995年被徐根宝选入新成立的上海有线02，参加了2000年的乙级联赛。2002年，他在上海足球重组中进入上海申花，立刻成为主力球员，為申花奪得超霸杯錦標。2003年的最后一届甲A联赛中，他上陣26場攻入兩球，助球會奪得聯賽冠軍。
孫祥曾2006年時得到英超球會的邀請，參與試訓，但未被取錄。同年12月，荷甲強旅之一的PSV埃因霍温對之前曾試訓的孫祥有興趣，要求上海申花外借孫祥給予該荷甲球會，但申花並不願意只租借，而要收購。最終兩球會和議，申花願意租借孫祥，PSV埃因霍温要給予租外借費」，借用期至同年的6月30日。
孫祥加盟PSV埃因霍温後穿起28號的球衣，在新球會的兩個月左右，孫祥為球會於預備隊杯賽的四分之一比賽中正選上陣，隨後兩星期再上陣幾場預備組聯賽賽事後在主場對鹿特丹斯巴達首度晉升一隊，列為替补球員，但沒有取得上陣機會。6日後，孫祥在荷甲聯賽中取得了正選上陣機會，出任左後衛，在下半場32分鐘被入替，成為孫祥首場的荷甲聯賽。
2007年2月20日，欧冠賽事中，孫祥於66分鐘後備入替受傷的達哥斯達，防守右中場，成為首位在欧冠上陣的中國球員。兩星期後的次回合賽事，孫祥取得首发出賽的機會，並於完場前開出的罰球助球會完成入球，以總比數2:1擊敗，使球會晉身八強，亦使自己成為首位正選出戰欧冠的中國球員。在該赛季中，他共參與過4場的欧冠賽事。
在國家隊方面，孫祥在效力上海申花時已入選中國青年隊，並在3年後入選國奧隊，穿起3號球衣。在2004年7月11日首度為國家隊上陣，當時的對手是阿聯酋。
同年，孫祥再度入選國家隊，參與在中國主辦的亚洲杯，为国家队取得亚军。2006年多哈亞運中，他隨隊參賽，在與伊朗的淘汰賽中，孫祥於互射点球中射入，但最終以7-8出局。至今上陣過23場國際場賽，取得4球入球，包括了友賽哥斯達黎加的首個入球、东亚足球锦标赛對和對巴勒斯坦的2007年亞洲盃外圍賽的罰球及2008年世界杯外围赛最后一场战胜已经出线的澳大利亚队。。
2008年7月9日，刚刚被奥地利维也纳租借的孙祥首发出场开始了奥地利甲级联赛的征程。2009年3月，孙祥连续第三场比赛破门，创造了中国留洋球员征战海外的一项新纪录。奥地利联赛结束后，球队没有与孙祥续约，他再次返回中国，参加了上海申花下半赛季的比赛。
2010年初，孙祥以为了在下半年再次出国踢球为由，与上海申花签订了半年的工作合同，但是由于中国足协的规定无法获得参赛资格。此时又发生了孙祥声称为哥哥孙吉讨要欠薪，拒绝与申花签订符合规定的新合同的事件，最终申花俱乐部放弃孙祥。孙祥一开始宣布有西班牙、意大利顶级联赛的球队希望与其签约，自己并不愿意屈身次级联赛的新豪门广州恒大，不过时隔不久就确认与恒大签约，将在夏季二次转会中加盟。
与此同时，4月21日是中国为玉树地震设立的全国哀悼日，孙祥在这一天摆酒席宴请上海数十名体育记者，事件虽时隔多日才被上海以外的媒体公开报道，但是很快遭到各界批评，孙祥事后为此道歉。
2010年7月的二次转会期间，孙祥加盟当时在中甲联赛的广州恒大并帮助球队得到冠军升入中超，随队获得中超冠军、亚冠冠军并参加國際足協世界冠軍球會盃。
2015年，孙祥回到上海加盟上港集团足球俱乐部。在2015赛季与申花的德比中，孙祥因掌掴并辱骂申花外援卡希尔，以及在队友关心对手倒地情况时将其拉开，而遭到广泛抨击。加之孙祥曾在出席申花俱乐部成立周年庆典时，故意穿着带有上港集团队标志的外套，因而被认为他对培养自己的申花俱乐部缺少基本的尊重。
2016年孙祥在7月对阵申花的上海德比中的一次故意阻挡对手前进犯规，由于场地因素等意外导致了登巴·巴的左脚腓骨和胫骨骨折。孙祥的这次犯规被普遍认为并非故意导致伤害，但其在登巴巴倒地时表现出的漠不关心并走到场边喝水，并向看台做出闭嘴手势，与其在赛后采访时表示登巴·巴受伤与自己无关，使他被广泛认为缺少人情味。
2016年12月，盛传孙祥患上淋巴恶性肿瘤，该消息由上海女足球员黄璐娜经微博曝出。孙祥此后鲜有露面，没有宣布过退役，但从2018年5月起成为上港俱乐部副总经理。

## 聯賽上陣紀錄
最後更新：2014年11月3日
| 球季  | 俱乐部       | 國家   | 上陣 | 入球 |
| ----- | ------------ | ------ | ---- | ---- |
| 2002  | 上海申花     | 中國   | 26   | 2    |
| 2003  | 上海申花     | 中國   | 26   | 2    |
| 2004  | 上海申花     | 中國   | 20   | 0    |
| 2005  | 上海申花     | 中國   | 22   | 3    |
| 2006  | 上海申花     | 中國   | 15   | 2    |
| 06/07 | PSV埃因霍温  | 荷蘭   | 5    | 0    |
| 2007  | 上海申花     | 中國   | 16   | 2    |
| 2008  | 上海申花     | 中國   | 5    | 0    |
| 08/09 | 奥地利维也纳 | 奥地利 | 19   | 2    |
| 2009  | 上海申花     | 中國   | 11   | 2    |
| 2010  | 广州恒大     | 中國   | 14   | 1    |
| 2011  | 广州恒大     | 中國   | 25   | 1    |
| 2012  | 广州恒大     | 中國   | 25   | 0    |
| 2013  | 广州恒大     | 中國   | 23   | 1    |
| 2014  | 广州恒大     | 中國   | 23   | 0    |

## 國家隊入球紀錄
| # | 日期           | 地點     | 對賽球隊 | 比分 | 賽事               |
| - | -------------- | -------- | -------- | ---- | ------------------ |
| 1 | 2005年6月19日  | 中國長沙 |          | 2-2  | 國際友誼賽         |
| 2 | 2005年7月31日  | 韓國大田 |          | 1-1  | 東亞國家杯         |
| 3 | 2005年10月11日 | 約旦     | 巴勒斯坦 | 2-0  | 亞洲盃外圍賽       |
| 4 | 2008年6月22日  | 悉尼     |          | 1-0  | 2010年世界杯外围赛 |
| 5 | 2011年10月6日  | 深圳     | 阿联酋   | 2-1  | 國際友誼賽         |

## 榮譽

### 俱乐部
上海申花
- 中国足球甲A联赛冠军(1): 2003
- 中国足球超霸杯冠军(1): 2001
- A3冠军杯冠军(1): 2007

PSV埃因霍温
- 荷兰足球甲级联赛冠军(1): 2006-07

奥地利维也纳
- 奧地利盃冠军(1): 2009

广州恒大
- 中国足球甲级联赛冠军(1)：2010
- 中国足球超级联赛冠军(4)：2011、2012、2013、2014
- 中国足协超级杯冠军(1)：2012
- 中国足协杯冠军(1): 2012
- 中国足球超级联赛最佳阵容：2012
- 亚洲冠军联赛冠军（1）：2013

### 国家队
中国国家队
- 亚洲杯足球赛

亚军(1): 2004
- 东亚运动会

金牌(1): 2005
- 东亚四强赛

冠军(2): 2005,2010

## 外部連結
- 孙祥 – FIFA國際賽競賽紀錄 (存檔)
- 吉祥兄弟blog（页面存档备份，存于）
- 孫祥征戰奥甲專題—— 上海熱線（页面存档备份，存于）